# Joan Antoni Fuster Valiente
Joan Antoni Fuster Valiente   (Palma, 9 de març de 1892 - Sitges, 30 d'agost de 1964) fou un pintor mallorquí.

## Biografia
Era de família terratinent acomodada. Son pare, militar, era propietari de Son Jaumell a Capdepera, Son Bauma a Pollença, el Castell de Capdepera i la posada de Can Gili a Artà. Estudià a l'Escola de Belles Arts i Oficis de Palma i, més tard, a l'Escola Superior de San Fernando de Madrid (1915-1917). Treballà a El Prado i assistí a classes de pintura al taller de José Maria López Mezquita, antic deixeble de Cecilio Pla. En un primer moment s'inicià en els corrents finals del modernisme, però evolucionà fins a ser considerat la figura màxima del noucentisme pictòric a Mallorca.
A partir de 1918 residí a Deià i formà part del grup de Deià. En aquesta època va pintar paisatges i marines, amb un estil innovador. Destaquen obres com La Pedrissa, Visió de Deià i Deià en gris. Va ser designat, el 1932, conservador del Museu de Bellver i el curs 1935-36 exercí com a professor a l'Escola de Belles Arts de Palma. Pintà escenes portuàries i també urbanes i del món rural. A partir de 1942 s'intensificà el seu interès per l'experimentació i la renovació estilística i adoptà noves solucions que es basaren en un cert esquematisme de línies rotundes i un intens cromatisme. Destaquen obres com Drassanes i barques (1930), L'Estació (1940), L'hora de l'arribada (1949) i A l'era. Forma part del Grup dels set. amb el qual exposà a Palma (1948-1949). El 1950 s'instal·là a Catalunya, a Begur i després a Sitges. Al llarg de la seva vida exposà a Palma, Barcelona, Madrid i Buenos Aires.
Va mantenir una bona amistat amb els pintors Bartomeu Lluís Ferrà, Roberto Montenegro, Francesco Bernareggi, Sebastià Junyer, Clotilde Pascual i Fibla i Antoni Gelabert.
De conviccions mallorquinistes, signa la Resposta als Catalans, el 1936. El 1949, conegué a Valldemossa Adi Enberg, antiga companya de Josep Pla, filla del cònsol general de Dinamarca a Barcelona. El 1950 es casaren a París.